# Argopistes bosi
 Argopistes bosi  ist eine Art der Gattung Argopistes innerhalb der Flohkäfer, die den Blattkäfern (Chrysomelidae) zugeordnet werden. Die Art wurde 2011 von Lev N. Medvedev anhand einer Sammlung von Käfern in einem Waldgebiet auf der indonesischen Insel Sulawesi beschrieben.

## Merkmale
Argopistes bosi ist ein Käfer mit einer Körperlänge von 3,5 Millimeter und einem fast runden Körper, die Länge beträgt das 1,1fache der Breite. Er ist rot bis rötlich gelb gefärbt und die Beine, Antennen und die Bauchseite sind rötlich gelb. Der Kopf ist glatt und glänzend und weist eine feine Punktierung auf. Der Frontaltuberkel ist groß und dreieckig, er bedeckt fast die gesamte Frons und ist damit etwa so breit wie der halbe Augendurchmesser. Die Antenne besteht aus 11 Gliedern und reicht bis in das vordere Drittel der Elytren, das präapikale Segment ist 1,5-mal so lang wie breit.
Der Prothorax ist 2,1-mal so lang wie breit, der Vorderrand ist fast gerade und die Seiten sind leicht gebogen. Die vorderen Ecken sind breit gerundet, die Hinterecken abgestumpft und der Hinterrand deutlich gebogen. Die Oberfläche des Prothorax ist glatt und fein punktiert, am Seitenrand befindet sich ein deutlich abgesetzter und konkav geformter Kallus. Das Scutellum ist klein, dreieckig und glatt. Die Elytren sind 1,1-mal so breit wie lang. Sie sind mit gleichmäßigen und feinen Punktreihen bedeckt, die Zwischenräume sind glatt, flach und mit einzelnen Punkten versehen. Der verbreiterte Seitenrand entspricht etwa einem Drittel der Elytrenbreite, er verengt sich leicht nach hinten und ist stark punktiert. Der apikale Zahn der Metatibia ist spitz und fast so lang wie der Sporn. Artspezifisch und besonders auffällig ist die Form des Aedeagus. Er ist im vorderen Drittel zweifach eingeschnürt und an der Bauchseite befindet sich eine scharfe Kante, die die beiden Abschnürungen trennt.

## Verbreitung und Lebensweise
Über die Lebensweise der Art liegen keine Informationen vor. Der Holotyp wurde bei einer Sammlung nach einer Laubbegasung in einem Primärwaldgebiet im Westen des Nationalpark Lore Lindu im Zentrum der Insel Sulawesi, etwa 120 Kilometer südlich von Palu, gesammelt. Das Gebiet liegt etwa 800 bis 1000 Meter über dem Meeresspiegel.

## Systematik
Argopistes bosi wurde als eigenständige Art der Gattung Argopistes innerhalb der Flohkäfer (Alticini) beschrieben. Dabei benannte sie der Erstbeschreiber Lev N. Medvedev nach dem Sammler des Holotypus, den niederländischen Zoologen Merijn M. Bos, den er in der Holotypbeschreibung als M.M. Bos und in der Ehrung als B. Bos aus Berlin angab.

## Belege
1. 1 2 3 4 5  Lev N. Medvedev: New species of Alticinae (Coleoptera, Chrysomelidae) from insular system from SE Asia. In: Dmitry Telnov (Hrsg.): Biodiversity, Biogeography and Nature Conservation in Wallacea and New Guinea: Volume 1. The Entomological Society of Latvia, August 2011; S. 89–95 (Google Books).